# Kingdom of Fear
Kingdom of Fear (deutsch: Königreich der Angst) ist ein Roman von Hunter S. Thompson, der im Jahr 2003 in den USA veröffentlicht wurde. 2006 erschien Kingdom of Fear erstmals in deutscher Sprache beim Heyne-Verlag. Der Autor behandelt in seinem Buch viele der Themen seiner früheren Werke, darunter exzessiven Drogengebrauch und Auflehnung gegen die Staatsgewalt. Einige der Geschichten befassen sich ebenfalls mit der Zeit nach den Terroranschlägen vom 11. September 2001 und deren polizeilichen und militärischen Auswirkungen.

## Inhalt
Das Buch scheint am Anfang eine Art Memoiren bzw. Autobiographie zu sein, aber rasch erkennt man in zahlreichen Abschnitten die früheren Abenteuer von Thompson, die als eine Art Gonzo Biographie bezeichnet werden könnten. Im ganzen Buch gibt es eine grobe Einhaltung der tatsächlichen Chronologie, obwohl viele Ereignisse zwischen die einzelnen Erzählungen geschoben werden. Dennoch ist bei diesen Ereignissen eine gewisse Kontinuität zu erkennen, zum Beispiel die „Witness“-Abschnitte, die sich mit dem Prozess Gail Palmer gegen ihn befassen, die einmal pro Kapitel an etwa der gleichen Stelle erscheinen.
Neben diversen größeren Erzählungen gibt es auch mehrere Abschnitte, die in keiner Art und Weise eine Verbindung zu anderen Erzählungen haben. Einige der Themen die im engen Zusammenhang mit Thompsons Leben stehen sind:
- Ein frühes Ereignis im Zusammenhang mit dem FBI, das versuchte, den damals neun Jahre alte Thompson für die Zerstörung eines staatlichen Briefkastens zu verhaften.
- Verschiedene Abenteuer die Thompson, als Manager, im O’Farrell Theater in San Francisco, einem berüchtigten Pornografie-Theater, erlebt hat.
- Ein möglicherweise fiktiver Bericht darüber, wie Thompson seine Assistentin und spätere Ehefrau Anita traf.

## Ausgaben
- Hunter S. Thompson: Kingdom of Fear: Loathsome Secrets of a Star-crossed Child in the Final Days of the American Century, Simon & Schuster Verlag, New York u. a. 2003,  ISBN 978-0141014227. (Verschiedene englische Ausgaben,  Taschenbuchausgabe im Penguin Verlag, London 2003)
- Hunter S. Thompson: Königreich der Angst: Aus dem Leben des letzten amerikanischen Rebellen. Ins Deutsche übersetzt von Teja Schwaner. Heyne Verlag, München 2006, ISBN 978-3-453-40462-5.